# The Stands

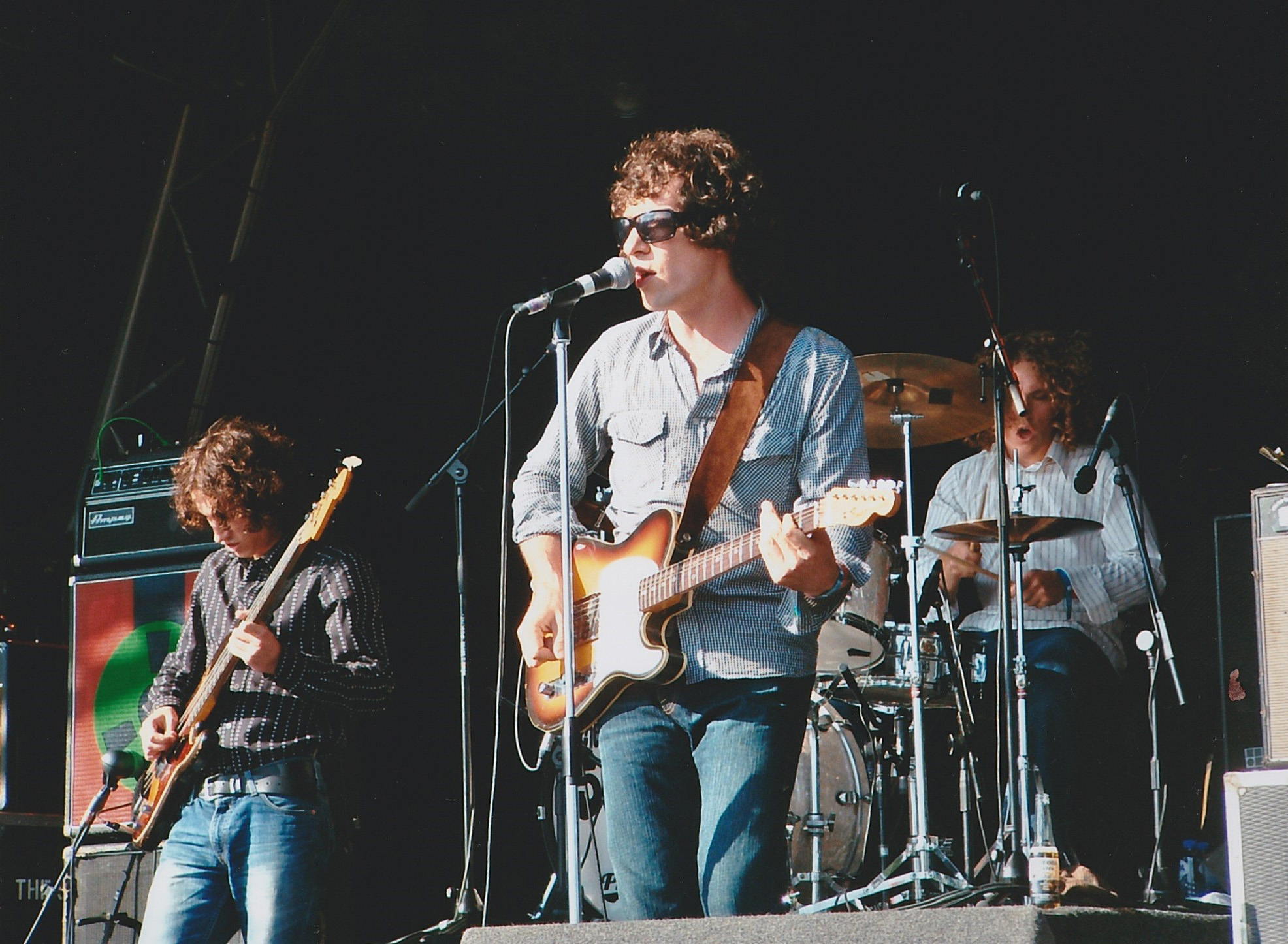
The Stands (2005)

The Stands sind eine ehemalige Alternative-Band aus der englischen Stadt Liverpool.

## Geschichte
The Stands wurden von Howie Payne gegründet, nachdem sich seine Band The Big Kids getrennt hatte (Sean Payne und Russ Pritchard von The Big Kids gingen zu The Zutons). Nachdem mehrere Musiker getestet wurden, stand Anfang 2002 die Besetzung fest. Neben Sänger und Gitarrist Howie Payne gehörten Gitarrist Luke Thomson, Dean Ravera am Bass und Schlagzeuger Steve Pilgrim zur Band.
Nachdem sich Noel Gallagher von Oasis, zusammen mit seinem Bruder Fan für die Band starkgemacht hatte, konnten sie beim britischen Echo Label einen Plattenvertrag unterschreiben. Im Februar 2004 erschien dann mit All years Leaving ihr Debütalbum. Als es um die Aufnahmen zum Nachfolgealbum ging, wurde Pilgrim durch Graeme Robinson ersetzt. Kurz nachdem das Album, das den Titel Horse Fabulous bekommen sollte, aufgenommen worden war, schied Thompson aus der Band aus und Paul Molloy, ehemals bei The Skylarks, wurde sein Nachfolger. Einige Kritiker waren begeistert, andere sahen im Sound der Band nur einen 1960er Jahre-Aufguss.
Die Band bekam Probleme mit der Plattenfirma und der Vertrag wurde aufgelöst. Kurz darauf, am 24. November 2005, gab Howie Payne die Auflösung der Band bekannt.

## Diskografie

### Alben
| Jahr | Titel             | Höchstplatzierung, Gesamtwochen, AuszeichnungChartsChartplatzierungen (Jahr, Titel, Platzierungen, Wochen, Auszeichnungen, Anmerkungen) | Anmerkungen |
| Jahr | Titel             | UK | Anmerkungen |
| ---- | ----------------- | --- | ----------- |
| 2003 | All Years Leaving | UK28 (3 Wo.)UK |             |
| 2005 | Horse Fabulous    | UK62 (2 Wo.)UK |             |

### Singles
| Jahr | Titel Album                                      | Höchstplatzierung, Gesamtwochen, AuszeichnungChartsChartplatzierungen (Jahr, Titel, Album, Platzierungen, Wochen, Auszeichnungen, Anmerkungen) | Anmerkungen |
| Jahr | Titel Album                                      | UK | Anmerkungen |
| ---- | ------------------------------------------------ | --- | ----------- |
| 2003 | When This River Rolls Over You All Years Leaving | UK32 (2 Wo.)UK |             |
| 2003 | I Need You All Years Leaving                     | UK39 (2 Wo.)UK |             |
| 2004 | Here She Comes Again All Years Leaving           | UK25 (2 Wo.)UK |             |
| 2004 | Outside Your Door All Years Leaving              | UK49 (2 Wo.)UK |             |
| 2005 | Do It Like You Like Horse Fabulous               | UK28 (2 Wo.)UK |             |

Weitere Singles
- 2005: When The Night Falls In